# Осада Кирополя
Кирополь — крупнейший из семи городов региона, который Александр Македонский намеревался завоевать в 329 году до н. э. Его целью было завоевание Согдианы. Сначала Александр отправил Кратера в Кирополь, крупнейший из согдийских городов, противостоящих силам Александра. Указания Кратеру были даны следующие: "занять позицию недалеко от города, окружить его рвом и частоколом, а затем собрать такие осадные машины, которые могли бы удовлетворить его цель". План заключался в том, чтобы заставить горожан сосредоточиться на собственной обороне и не дать им отправить помощь в другие города.
Начав с Газы, Александр продолжил завоевание других окрестных городов. Пять из семи городов были взяты за два дня. Многие жители были убиты. Затем Александр прибыл в Кирополь, который был лучше всего укреплённым из тех городов и имел самое большое население. У него также были, по общему мнению, лучшие бойцы региона. Александр разрушил оборону Кирополя с помощью осадных орудий. Пока продолжался обстрел, Александр приказал некоторым своим войскам пробраться через высохший ручей, проходящий под городской стеной. Александр также присоединился к этой миссии и, оказавшись внутри своих войск, открыл городские ворота, чтобы пропустить атакующие силы. Как только туземцы увидели, что город взят, они яростно обрушились на нападавших. Александр получил сильный удар камнем, который упал ему на голову и шею. Кратер был ранен стрелой, но защитники были отброшены. Арриан оценивает силы защитников примерно в 15 000 бойцов и утверждает, что 8 000 из них были убиты на первом этапе операции. Остальные, по-видимому, искали убежища в центральной крепости города, но через день сдались из-за отсутствия воды.
Рассказы авторов о том, как прошла битва, различаются. Арриан цитирует Птолемея, который говорил, что Кирополь сдался, и Арриан также утверждает, что, согласно Аристобулу, это место было взято штурмом, а жители города были убиты. Арриан также цитирует Птолемея, который говорил, что он распределил людей по армии и приказал держать их в цепях под охраной, пока он не покинет страну, чтобы никто из тех, кто повлиял на восстание, не остался позади.